# Chongqing Corporate Avenue 1
Chongqing Corporate Avenue 1 (vormals International Commerce Center 1) ist ein im Bau befindlicher Wolkenkratzer am Ufer des Jialing Jiang im Stadtbezirk Yuzhong von Chongqing (China).
Der von dem Architekturbüro Kohn Pedersen Fox Associates geplante Wolkenkratzer sollte ursprünglich  2016 fertiggestellt werden befindet sich aber derzeit im Baustopp. Ein Termin der Eröffnung ist ungewiss. Mit einer Höhe von 99 Stockwerken und 458 Meter wäre das Gebäude dennoch mit Abstand das höchste der Stadt.